# Talaga (Caringin)
Talaga is een bestuurslaag in het regentschap Sukabumi van de provincie West-Java, Indonesië. Talaga telt 6305 inwoners (volkstelling 2010).